# Heiðrún

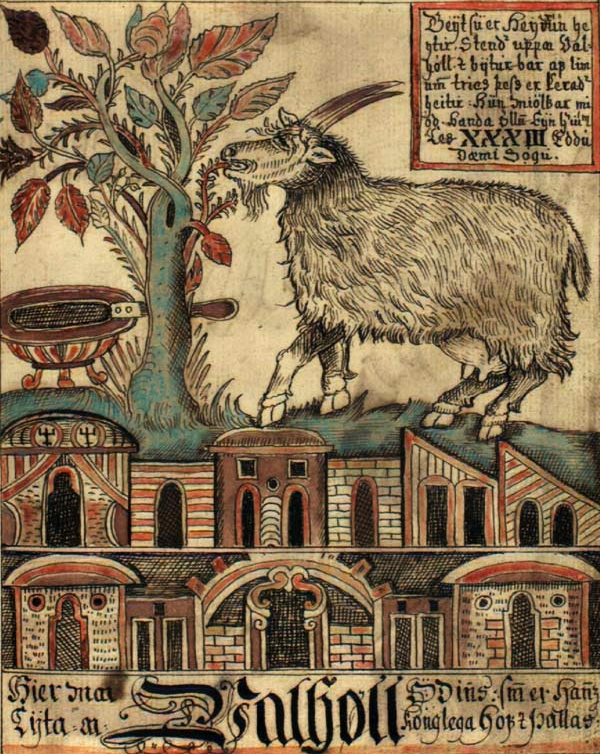
Heiðrún en una ilustración de un manuscrito islandés del.

Heiðrún es una cabra de la mitología nórdica. De sus ubres no mana leche sino la hidromiel tomada por los dioses que viven en Asgard y los einherjar, guerreros muertos en combate que residen en Valhalla. Vive en el tejado de dicho palacio donde se alimenta del follaje del árbol Læraðr. Aparece descrita en la Edda poética (Grímnismál) y Edda prosaica.